# Caisanghu
Caisanghu (kinesiska: 采桑湖, 采桑湖镇) är en köping i Kina. Den ligger i provinsen Hunan, i den södra delen av landet, omkring 150 kilometer norr om provinshuvudstaden Changsha. Antalet invånare är 16934. Befolkningen består av 8 416 kvinnor och 8 518 män. Barn under 15 år utgör 14,0 %, vuxna 15-64 år 73 %, och äldre över 65 år 12,0 %.
Genomsnittlig årsnederbörd är 1 739 millimeter. Den regnigaste månaden är maj, med i genomsnitt 294 mm nederbörd, och den torraste är december, med 38 mm nederbörd.